# Обикновен гингер
Обикновеният гингер (Onopordum acanthium), наричан също магарешки трън, магарешки бодил, камилски бодил, жълтеникав онопордум, е тревисто двугодишно растение от семейство Сложноцветни (Asteraceae).
Първоначално магарешкият трън се среща в Европа, Северна Африка и Азия, включително в цяла България. По-късно е пренесен в Северна Америка и Австралия, където с бързото си разпространение се превръща в сериозен проблем за земеделието. Разпространен е по сухи и каменисти места, край пътища и сгради.

## Употреба
Магарешкият трън е от растенията, които привличат пчелите. Народната медицина я препоръчва като лек за проблеми с потентността и простатата. Препоръчително е употребата на отварата да става след консултация с лекар. В миналото някои части са използвани за храна, а маслото, извличано от семената – за горене и за готвене.
Магарешкият трън се използва и като декоративно растение.

## Допълнителни сведения
- Магарешкият трън е национален символ на Шотландия от времето на крал Александър III (1249 – 1286)
- Магарешкият трън е и част от логото на Британската енциклопедия
- Магарешкият трън е един от символите на провежданото в гр. Гурково Био рали.